# مامادو ديالو (لاعب كرة قدم)
مامادو ديالو (بالفرنسية: Mamadou Diallo)‏ هو لاعب كرة قدم مالي وسنغالي، ولد في 28 أغسطس 1971 في داكار في السنغال. شارك مع منتخب السنغال لكرة القدم. أما مع النوادي، فقد لعب مع النادي الأهلي وبوهانغ ستيلرز وتامبا باي موتيني ونادي الكوكب المراكشي ونادي جومو كوزموز ونادي دجوليبا ونادي دويسبورغ ونادي سانت غالن ونادي غوتبورغ ونادي فوليرينغا ونادي ليلستروم ونيو إنجلاند ريفولوشن ونيويورك ريد بولز.

## وصلات خارجية
- مامادو ديالو على موقع اتحاد تركيا (لاعب) (الإنجليزية)
- مامادو ديالو على موقع الدوري الأمريكي (الإنجليزية)
- مامادو ديالو على موقع قاعدة بيانات كرة القدم.إي يو (الإنجليزية)
- مامادو ديالو على موقع ناشيونال فوتبول تيمز (الإنجليزية)
- مامادو ديالو على موقع عالم كرة القدم.نت (الإنجليزية)